# Persea fluviatilis
Persea fluviatilis är en lagerväxtart som beskrevs av H. van der Werff. Persea fluviatilis ingår i släktet avokador, och familjen lagerväxter. Inga underarter finns listade i Catalogue of Life.